# یاغمورلو (گرگر)
یاغمورلو (به ترکی استانبولی: Yağmurlu) (به کردی: Vankuk) یک منطقهٔ مسکونی کردنشین در ترکیه است که در گرگر، آدیامان واقع شده‌است.